# Капп, Артур Йоозепович
Артур Йоозепович Капп (эст. Artur Kapp; 1878—1952) — советский эстонский композитор и педагог, оркестровый дирижёр и деятель просвещения. Заслуженный деятель искусств ЭССР (1945). Лауреат Сталинской премии второй степени (1950).

## Биография
Родился 16 (28) февраля 1878 года в Сууре-Яани Феллинского уезда Лифляндской губернии Российской империи (ныне уезда Вильяндимаа Эстонии). Его отец, Йоозеп Капп (Joosep Kapp), был органистом и дирижёром.
Окончил Петербургскую консерваторию по классу органа Л. Ф. Гомилиуса (1898) и по классу композиции Н. А. Римского-Корсакова (1900). После окончания консерватории переехал в Астрахань, где возглавил местное отделение Русского музыкального общества.
В 1904—1920 годах — директор Астраханского музыкального училища (ныне Астраханский музыкальный колледж им. М.П. Мусоргского).
В 1920 году Капп был приглашен в качестве дирижёра оперного театра «Эстония» и вместе с семьёй переехал в Таллин. В 1920—1924 годах — дирижёр театра «Эстония», с 1920 года вёл педагогическую работу (в 1925—1943 — профессор Таллинской консерватории). Автор оратории «Иов» (1930), кантаты «К солнцу», 5 симфоний, органных концертов, симфонических сюит. Внёс большой вклад в развитие хоровой музыки. Среди его учеников были Г. Г. Эрнесакс, Э. Аав.
Артур Капп был патриотом по своим взглядам. 24 февраля 1950 года он поднял эстонский флаг на своём доме в Таллине. Это был единственный случай в Эстонской ССР в период 1945—1986 годов, когда сине-черно-белый флаг был поднят публично, его водрузивший был известен и не понес наказания.
Артур Иосифович Капп умер 14 января 1952 года в Сууре-Яани. Похоронен на местном кладбище.
5-я симфония-кантата Артура Каппа «Симфония мира» (1949—1951) была завершена его сыном и учеником — композитором Эугеном Каппом (1908—1996).
Учеником Артура Каппа был и его племянник Виллем Капп (1913—1964).

## Звания и награды
- Заслуженный деятель искусств Эстонской ССР (1945).
- Сталинская премия второй степени (1950) — за 4-ю («Молодёжную») симфонию (1948), посвящённую ВЛКСМ[1].

## Память

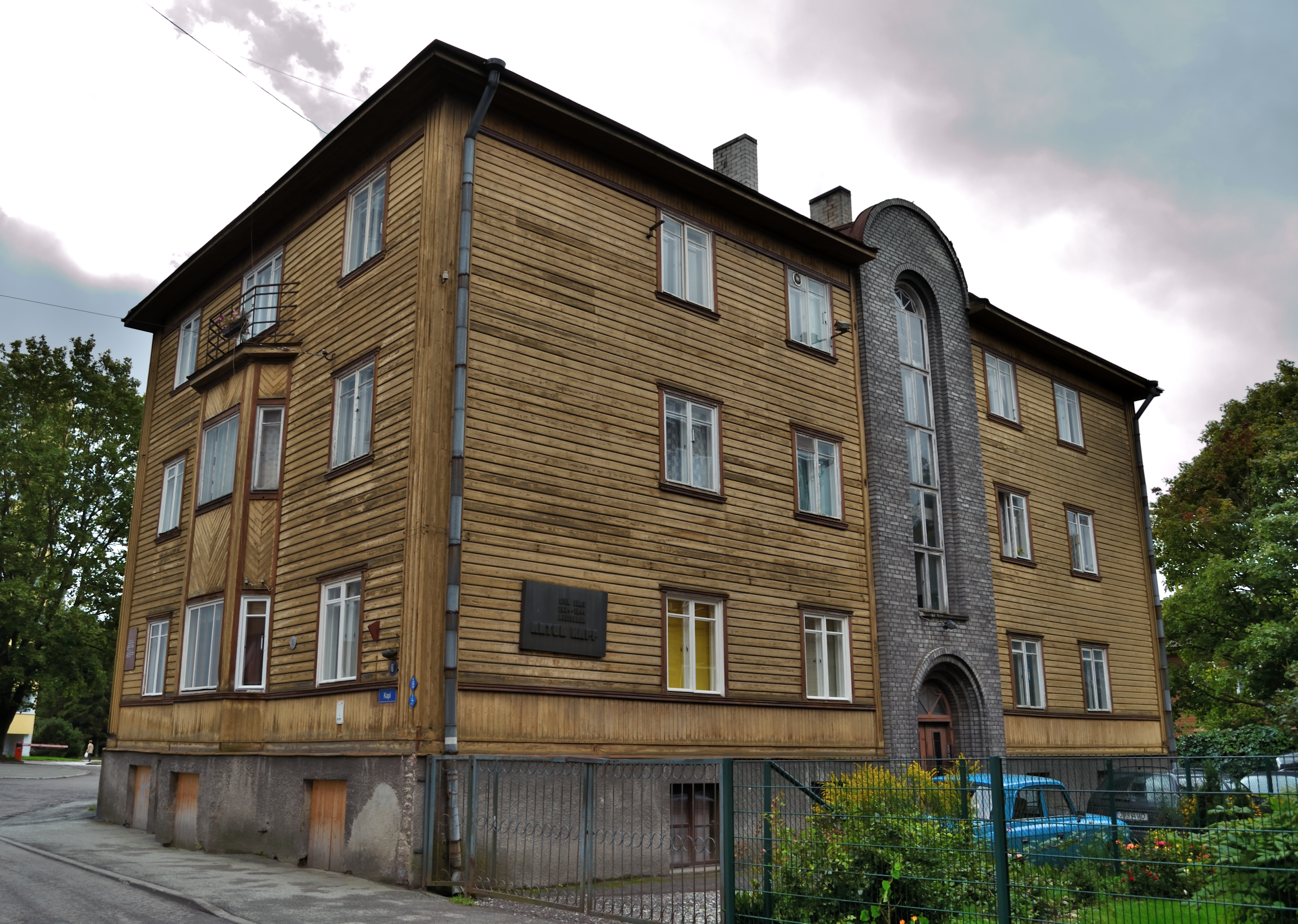
Дом в котором жил Артур Капп в Таллине

В Сууре-Яани создан мемориальный музей композиторов Артура и Виллема Каппов. В их честь каждый год в городе проводятся музыкальные фестивали.
В честь Артура Каппа в Таллине названа улица, на которой он жил.